# Jerzy Nikiel
Jerzy Ignacy Nikiel (ur. 31 lipca 1924 w Wełnowcu, zm. 18 lipca 1999 w Katowicach) – polski piłkarz i trener piłkarski.
Jako zawodnik występował w klubach: Orzeł Wełnowiec, Stal Sosnowiec i Siemianowiczanka Siemianowice Śląskie. Podczas II wojny światowej został w 1944 roku wcielony do Wehrmachtu, a następnie w niewoli rosyjskiej został zesłany na Sybir. Do Polski powrócił w 1946 roku.
W 1959 roku pełnił funkcję szkoleniowca młodzieżowej reprezentacji Śląska w piłce nożnej, z którą w listopadzie tego roku zdobył Puchar Michałowicza. W latach 1961–1963 był trenerem KS Orzeł-Rapid Wełnowiec, w latach 1964–1967 GKS-u Katowice, w 1969 roku Ruchu Chorzów, w latach 1971–1972 Zagłębia Wałbrzych, w latach 1972–1975, 1976–1977 i 1979 roku GKS-u Tychy, w latach 1977–1978 Polonii Bytom, a od 1985 roku Podlesianki Podlesie. Był również trenerem Startu Łódź, Zagłębia Sosnowiec, CKS-u Czeladź i MK Katowice.
Do jego sukcesów trenerskich należą m.in.: awans z III do I ligi z klubem GKS Tychy, awans do I ligi z klubem GKS Katowice, awans z klasy B do klasy terenowej z Podlesianką Podlesie. W 1985 roku został uhonorowany medalem okolicznościowym Okręgowego Związku Piłki Nożnej w Katowicach za działalność sportową i wkład w rozwój piłkarstwa na terenie województwa.